# 24e régiment d'artillerie de campagne holsteinois
Pour les articles homonymes, voir 24e régiment.
Le 24e régiment d'artillerie de campagne holsteinois (FAR 24) est une unité d'artillerie de l'armée prussienne. Le régiment est créé en 1872 et a ses garnisons notamment à Schwerin, Neustrelitz, Mölln, Güstrow, Itzehoe et Bahrenfeld, à partir de 1899 seulement à Güstrow (État-major et 1er bataillon) et à Neustrelitz (3e bataillon). Le régiment participe à la Première Guerre mondiale et est dissous en 1919.

## Histoire

### Formation et temps de paix (1872–1914)

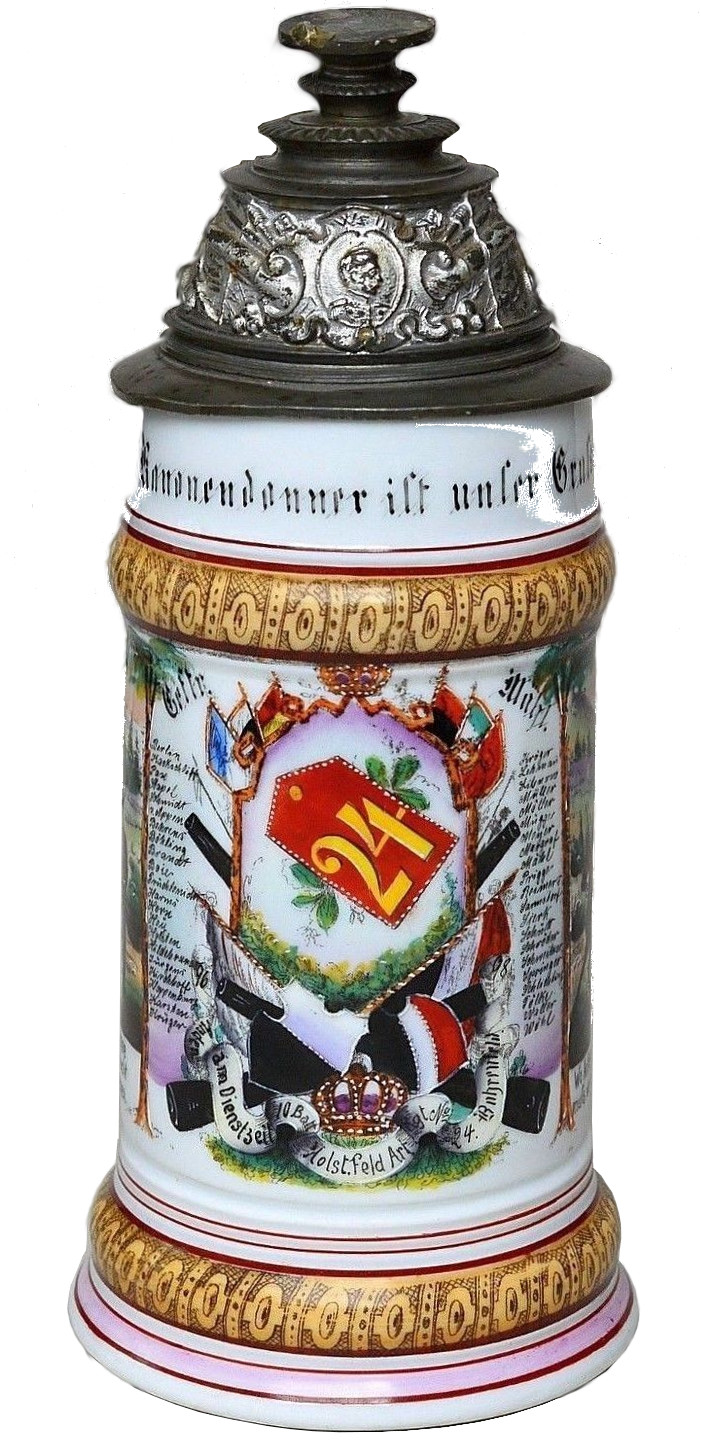
Tasse de réserviste du régiment en temps de paix (1898)

Le 24e régiment d'artillerie de campagne est officiellement créé avec l'AKO le 18 juillet 1872 (jour de la fondation) en tant que régiment d'artillerie divisionnaire ; le nom d'origine de l'unité est le 9e régiment schleswigois-holsteinois. Pour former le régiment, la 3e bataillon grand-ducal mecklembourgeois cède sa 5e batterie lourde et ses 5e et 6e batteries légères avec garnison à Schwerin et la 6e batterie lourde à Neustrelitz, à laquelle s'ajoute le bataillon provisoire de campagne avec la 4e batterie lourde, la 2e batterie provisoire ainsi que la 2e et 4e batterie légère Mölln. Le bataillon provisoire de campagne est mobilisé pendant la guerre franco-prussienne. À l'automne 1872, les régiments d'artillerie de campagne de l'armée prussienne sont augmentés et divisés. Avec l'AKO du 24 octobre 1872, le 9e régiment schleswigois-holsteinois est également divisé en une section d'artillerie divisionnaire et une section d'artillerie de corps.
En décembre 1872, la Prusse et le Mecklembourg-Schwerin et Strelitz concluent une convention militaire. Cela achève l'intégration des troupes du Mecklembourg (de) dans l'armée prussienne, qui commence avec l'entrée du Mecklembourg dans la Confédération de l'Allemagne du Nord en 1867. En 1872, le contingent du Mecklembourg est transféré au 9e corps armée prussien en termes d'administration et de budget. Dans le 9e corps d'armée, les troupes du Mecklembourg forment une grande partie de la 17e division d'infanterie.
Le 7 mai 1874, le régiment est rebaptisé, les nouvelles désignations sont 1re bataillon (grand-ducal mecklembourgouis, plus tard 60e régiment d'artillerie de campagne) avec les 1er à 4e batteries et 2e bataillon de la 5e à la 8e batteries. Ce bataillon est finalisé par l'AKO du 7 mai 1874, et le bataillon en artillerie de corps et artillerie divisionnaire est ainsi supprimée. Le deuxième régiment de la brigade s'appelle désormais  et se compose de deux détachements de quatre batteries chacun, qui furent renumérotés. Ces deux régiments d'artillerie de campagne (24e et 60e) forment la 17e brigade d'artillerie de campagne (de), l'artillerie divisionnaire de la 17e division d'infanterie.
En 1881, le régiment cède la 5e batterie au 9e régiment d'artillerie de campagne et forme une nouvelle 5e batterie en remplacement. En 1887, l'état-major d'un 3e bataillon est créé et une 9e batterie est formée. Le régiment est désormais divisé en trois bataillons de trois batteries chacune. En 1893, la durée du service actif dans l'Empire allemand est fixée à deux ans ; cela s'applique à l'infanterie et à l'artillerie non montée, qui comprend le 24e régiment d'artillerie de campagne. Cela s’accompagne d’une augmentation significative de l’armée permanente. Malgré la conscription, seulement la moitié environ des hommes éligibles au service militaire sont appelés, car la croissance de l'armée ne suit pas le rythme de la croissance démographique et de l'amélioration de la santé des jeunes hommes grâce aux progrès médicaux et à une meilleure nutrition. En conséquence, depuis sa fondation jusqu’au déclenchement de la guerre, la FAR-24 est composée presque entièrement de volontaires. Au cours de l'expansion de l'armée, un 4e bataillon est créé en 1893 au FAR 24, avec l'état-major et une 10 batterie. Ce 4e bataillon est d'abord stationnée à Altona puis à Bahrenfeld. Le régiment se compose désormais de quatre bataillons de trois batteries chacune.
Lors de l'expansion militaire de 1899, le régiment abandonne les I. et IV. Division du 60e régiment d'artillerie de campagne. Une autre batterie est transférée au 45e régiment d'artillerie de campagne, mais reste à Bahrenfeld.

### Garnisons et casernes
Le régiment et ses unités disposent des garnisons et casernes suivantes (par ordre de première utilisation) :
- Schwerin est le siège du quartier général du régiment de 1872 à 1887 (et donc avant et après la division du régiment d'artillerie grand-ducal mecklembourgeois).
- Neustrelitz est le siège de la batterie grand-ducale mecklembourgeoise, qui fait partie du régiment à partir de 1874 sous différents numéros, d'abord sous le nom de 2e batterie (1874–1888), puis 9e batterie (1887–1899), et enfin comme 3e batterie (1888–1914). Neustrelitz reste une ville de garnison du régiment jusqu'à sa dissolution en 1919.
- De 1872 à 1890, Mölln est le siège du 2e bataillon, qui est ensuite transféré à Itzehoe
- À partir de 1887, Güstrow est le siège du 3e bataillon, en 1891 un bataillon d'Itzehoe est ajouté, ainsi que l'état-major du régiment.
- Itzehoe, emplacement du 2e bataillon de 1890 à 1891, puis transféré dans la caserne nouvellement construite à Güstrow
- À partir de 1893, Altona ou Bahrenfeld est une garnison du 4e bataillon avec état-major et une batterie, qui est transféré au 45e régiment d'artillerie de campagne en 1899. Malgré le changement de subordination, la garnison est restée la « Vieille caserne d'artillerie » à Bahrenfeld, au coin de la Theodorstraße et de la Luruper Chaussee[8]

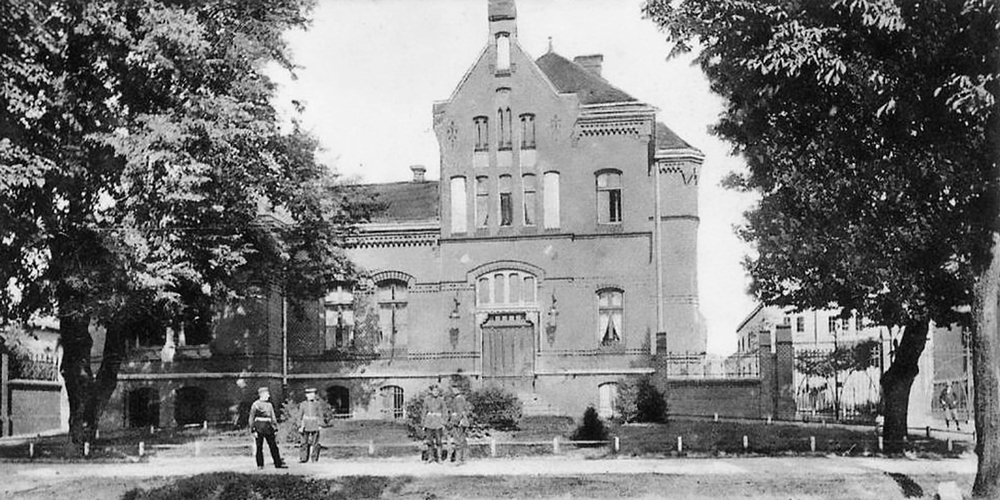
Mess des officiers à Güstrow (1904)

De 1899 jusqu'à sa dissolution en 1919, le régiment n'a que deux sites, Güstrow et Neustrelitz. À Güstrow, le régiment utilise deux complexes de casernes à l'extrémité ouest de la Neukruger Straße, avant la jonction avec Rostocker Chaussee. Au nord-est de cette intersection se trouve la caserne I, qui a été reconstruite en 1896 pour abriter le régiment. À partir de 1897, l'état-major du régiment et le 3 bataillon. Avant la construction des casernes, les membres du régiment sont logés dans des casernes. En 1899, le 3e bataillon renommé 1er bataillon après que l'ancien 1er bataillon ait été abandonné.
Au sud-est de l'intersection de la Neukruger Straße et de la Rostocker Chaussee se trouve la caserne municipale ; le nom vient du fait que la ville a financé sa construction. Cette caserne, également connue sous le nom de Caserne II (plus tard Caserne Ludendorff), et est occupée par le 2e bataillon le 1er avril 1891, qui se trouvait auparavant à Itzehoe. Le 2e bataillon est ensuite logée dans la caserne de la ville jusqu'en 1914. Certains bâtiments des zones de casernes I et II à l'extrémité ouest de la Neukruger Straße / jonction avec Rostocker Chaussee existent encore et sont classés monuments historiques. La batterie d'artillerie de Strelitz est en garnison dans la caserne dite de batterie à Neustrelitz. La caserne est construite par Friedrich Wilhelm Buttel (de) entre 1858 et 1861. Le bâtiment principal se trouve entre la caserne d'infanterie et le hall d'exercice. En 1913, un autre bâtiment de logement pour la 3e batterie est construit derrière le hall d'exercice.

### Première Guerre mondiale (1914-1918)

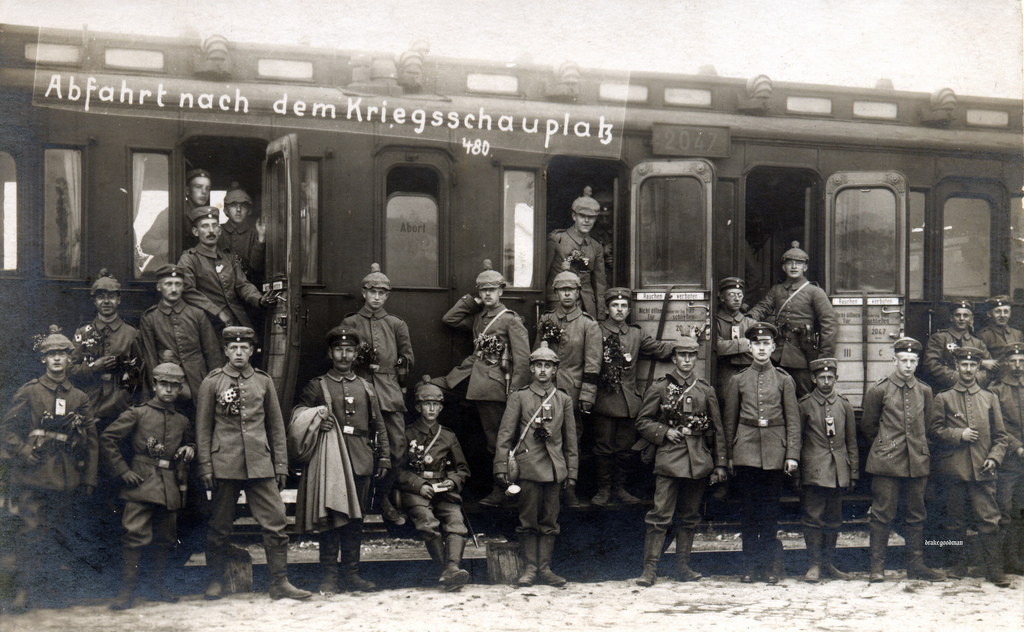
Le 24e régiment d'artillerie de campagne lors du chargement ferroviaire en 1914. Les artilleurs portent des casques à pointe d'artillerie avec attache à boule et revêtement de camouflage.

Pendant la Première Guerre mondiale, le régiment est déployé principalement sur le front occidental, ce n'est qu'à l'automne 1917 qu'il est déployé dans la guerre de montagne contre l'Italie. La mobilisation débute le 2 août 1914 avec l'état-major du régiment, les 1er et 2e bataillons avec trois batteries chacune et deux colonnes de munitions légères (LMK) pour le ravitaillement. Les 7 et 8 août, le transport ferroviaire commence avec le chargement à Güstrow, et le 11 août, le régiment rejoint près d'Aix-la-Chapelle la 18e division d'infanterie et avance à travers la Belgique.
En 1914, le régiment participe à la bataille de Mons et à la bataille de la Marne, puis il s'engage dans la guerre de tranchées. En 1915, le régiment participe à la bataille d'hiver de Champagne et à la bataille de la Somme. Au printemps 1917, le 2e bataillon participe à la bataille d'Arras, suivie d'une période de repos sur le terrain d'entraînement de Sebourg et d'une participation à la bataille de l'Aisne. À l'automne 1917, le régiment est envoyé sur la zone d'entraînement militaire de Maubert-Fontaine dans le département des Ardennes pour se reposer et s'entraîner, tandis qu'à la même époque, 12 officiers et 24 sous-officiers sont détachés à l'école de tir d'artillerie de montagne de Sonthofen . À partir du 14 octobre, le régiment est embarqué en France et transporté par chemin de fer via Rosenheim jusqu'à Arnoldstein (Carinthie). Là, le régiment est intégré à la 22e division de tirailleurs avec sa position de départ dans la vallée du Flitsch, où le régiment prend position à partir du 21 octobre 1917 et participe à partir du 24 octobre à la douzième bataille de l'Isonzo. La division de chasseurs à pied (de) allemande avance en 2e ligne et c'est à cette unité que le F.A.R. 24 est temporairement affecté à partir du 25 octobre. La progression se poursuit jusqu'à Feltre. En janvier et février 1918, le régiment est majoritairement au repos et en formation sur le terrain et est à nouveau transporté sur le front occidental à partir du 27 février. En 1918, le régiment est déployé près de Reims lors de la deuxième bataille de la Marne. Le 31 octobre 1918, le FAR-24 rejoint la division de chasseurs à pied et est utilisé lors de la retraite de la position Hermann près de Berlaimont . Lors de la retraite à travers la forêt domaniale de Mormal, le régiment subit de lourdes pertes. Le 7 novembre 1918, les batteries du régiment tirent leurs derniers coups depuis leurs positions à Douzies près de Maubeuge puis se replient, avec la division Jäger, dans la zone au sud-est de Bruxelles.

### Dissolution (1918/19)
Après l'armistice du 11 novembre 1918, la division de chasseurs à pied est envoyée à Liège pour assurer la protection des troupes allemandes en retraite. À partir du 15 novembre 1918, des éléments des FAR-24 occupent la citadelle de Liège, le Palais de Justice et la gare de Verviers. Le 18 novembre, la marche de retour commence, le lendemain le régiment franchit la frontière à Herbesthal. Le 23 novembre, la division Jäger entre à Cologne et marche sur Unna le 26 novembre. Des parties de la division de chasseurs à pied avec des parties du FAR-24 sont rassemblées sur la zone d'entraînement militaire de la lande de Döberitz (de) début décembre et participent à un défilé à Berlin le 11 décembre 1918, qui se déroule de Grunewald à Pariser Platz. La présence de troupes à Berlin a également pour but de soutenir le gouvernement Ebert. Le 12 décembre, la division de chasseurs à pied est dissoute et le 15 décembre, la 1re bataillon du FAR-24 arrive à Güstrow après un voyage en train, la 3e batterie à Neustrelitz. Le 17 décembre, les membres d'équipage âgés de plus de 20 ans sont licenciés. Le 20 décembre, les 2e et 3e bataillons restés à Unna arrivent également à Güstrow et Neustrelitz. De janvier à fin mars 1919, le 24e régiment d'artillerie de campagne est transformé en force de volontaires avec six batteries au sein de la 17e division d'infanterie. Le 24e régiment de volontaires est dissous le 4 mai 1919 et la base de Neustrelitz est abandonnée. Ainsi, le régiment d'artillerie portant le numéro 24 n'existe plus. Au cours de la fondation de la Reichswehr et de sa réduction à une armée de 100 000 hommes, les six batteries sont fusionnées en une seule batterie, connue sous le nom de 4e batterie dans le 2e régiment d'artillerie de la Reichswehr et perpétue la tradition.

### Souvenir et commémoration
En 1922, une histoire régimentaire écrite par l'ancien commandant de batterie Kurt Pflieger est publiée dans la série Gedenkblätter deutscher Regimenter.
En 1923, un mémorial créé par Paul Wallat (de) est inauguré sur la Rostocker Platz à Güstrow pour les 451 soldats du 24e régiment d'artillerie de campagne et de ses unités de remplacement tombés pendant la Première Guerre mondiale. Le monument a une forme de base carrée, avec une plaque en relief à l'avant du cuboïde et des inscriptions sur les côtés restants. Un bol reposait dessus. Le monument est retiré en 1942 lors de la construction d'un bassin d'eau d'incendie. La plaque en relief aurait été conservée au musée de la ville de Güstrow (de), mais n'y a pas été retrouvée depuis 1945
Dans son ouvrage en plusieurs volumes Jahrestage (de), Uwe Johnson fait vivre au personnage fictif Heinrich Cresspahl son service militaire dans la 2e batterie du 24e régiment d'artillerie de campagne à Güstrow – d'abord de 1906 à 1908 comme conducteur, puis pendant la Première Guerre mondiale comme sous-officier,
Les souvenirs d'Uwe Johnson, ici du point de vue de Gesine Cresspahl, incluent l'utilisation de la caserne d'artillerie après la guerre et en RDA. Johnson a vécu à Güstrow de 1945 à 1952. Après la construction de la caserne en 1890, la Neukruger Straße est rebaptisée Barbarastrasse, d'après la sainte patronne de l'artillerie. Aujourd'hui, la rue s'appelle à nouveau Neukruger Straße.

## Subordination, structure et personnel

### Affiliation
De 1872 à 1899, le régiment appartient à la 9e brigade d'artillerie de campagne (de) avec personnel à Altona, qui fait partie du 9e corps d'armée, également Altona.
À partir de 1899 et jusqu'en 1914, le régiment est ensuite subordonné à la 17e brigade d'artillerie de campagne (de) dont le quartier général est à Schwerin, qui fait partie de la 17e division d'infanterie (également Schwerin). Le corps est resté inchangé sous le nom de 9e corps d'armée à Altona. Au début de la guerre, le régiment part en campagne dans cette composition, le 9e corps d'armée est subordonnée à la 1re armée.

### Équipement et uniforme
En 1906, le régiment est équipé du canon de campagne 96 nA à recul hydropneumatique et bouclier de protection. En raison de l'importance croissante du tir indirect, les observateurs d'artillerie sont équipés de télescopes et les équipages de canons sont dotés de cercles de visée pour mesurer leurs positions avec plus de précision.

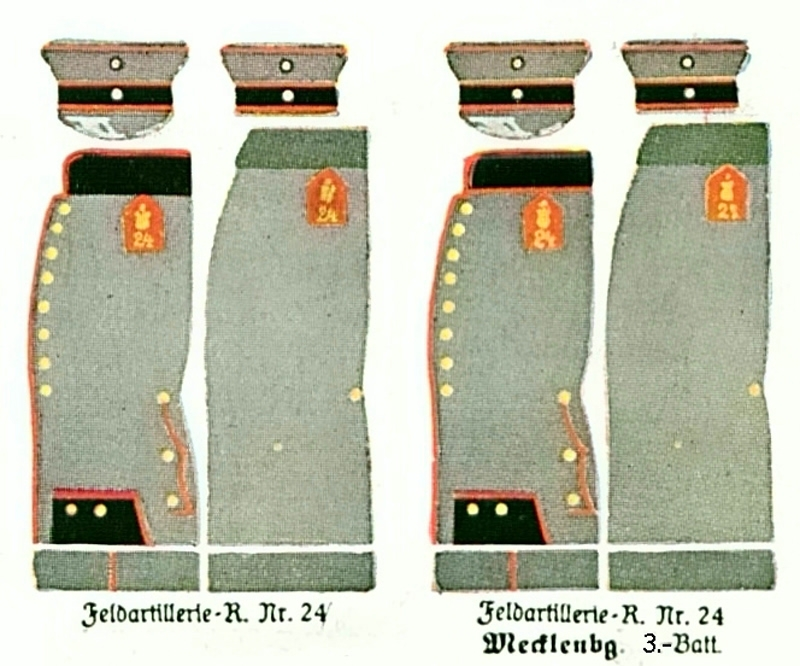
Uniforme gris du 24e régiment d'artillerie de campagne vers 1915 (à droite, la 3e batterie de Neustrelitz)

En 1915, l'armée prussienne introduit un uniforme de temps de paix gris champêtre en plus de l'uniforme de campagne gris champêtre. À quelques exceptions près, les épaulettes des régiments d'artillerie de campagne sont recouvertes de « rouge ponceau » (cramoisi). L'épaulière présentait des canons de canon croisés et le numéro 24 brodé. La 3e batterie en garnison à Neustrelitz a un uniforme qui diffère légèrement des autres batteries du régiment, en ce que le bord inférieur du col de la tunique était orné d'un passepoil « rouge ponceau ».

### Commandants
| Période                         | Nom                             | Date de naissance/décès | Grade de commandant / Remarques                                                    |
| ------------------------------- | ------------------------------- | ----------------------- | ---------------------------------------------------------------------------------- |
| 26 octobre 1872 au 22 juin 1877 | Eduard von Lewinski             | 1829–1906               | Oberstleutnant, puis General der Artillerie                                        |
| 1877 à 1880                     | Julius Friedrich von Gilsa (de) | 1827–1902               | Oberst, ensuite, mise à la retraite provisoire                                     |
| 1880 à 1885                     | Wilhelm von Mutius (de)         | 1832–1918               | plus tard Generalleutnant                                                          |
| 1888 à 1891                     | Erwin von Mohl (de)             | 1839–1895               | puis commandant de la 4e brigade d'artillerie de campagne (de)                     |
| 1891 à 1893                     | Konstans von Voigts-Rhetz       | 1848–1893               | est décédé en tant qu'Oberst dans cette position                                   |
| 1894 à 1898                     | Karl von Werthern               | 1844–1931               |                                                                                    |
| 1898 à 1899                     | Max von Hanstein                | 1850–1937               | ensuite commandant du 60e régiment d'artillerie de campagne, promu Generalleutnant |
| 1899 à 1902                     | Ernst von Scheele               | 1852–1909               | Oberst v. Scheele est auparavant commandant de division à Schwerin                 |
| 1902 à 1908                     | Erich von Beckedorff (de)       | 1855–1936               | puis commandant de la 36e brigade d'artillerie de campagne (de)                    |
| 1908 à 1913                     | Otto Merling                    | 1854–1936               | plus tard Generalleutnant                                                          |
| Février 1913 à octobre 1914     | Franz von Lenski (de)           | 1865–1942               | Oberst, plus tard Generalleutnant                                                  |
| Octobre 1914 à février 1917     | Eberhard Michelly               | 1868–?                  | Oberstleutnant                                                                     |
| Février 1917 à décembre 1918    | Karl von Lochow                 | 1868–?                  | Major                                                                              |

### Autres membres notables
- Charles-Borwin de Mecklembourg-Strelitz (1888–1908), lieutenant dans le régiment
- Leo von Jena (de) (1876–1957), service militaire dans le régiment de 1902 à 1903, plus tard général de la Waffen-SS
- Kurt Pflieger (1890–1958), rejoint le régiment comme enseigne en 1909, puis adjudant et commandant de batterie, lieutenant-général et commandant de division de la Seconde Guerre mondiale
- Richard Putzier (1890–1979), rejoint le régiment en 1911 en tant que cadet, où il est resté jusqu'en 1914, et devient général de la Luftwaffe pendant la Seconde Guerre mondiale
- Hans-Joachim von Stumpfeld (de) (1881–1968), sert dans le régiment, lieutenant général pendant la Seconde Guerre mondiale
- Wilhelm Ulex (de) (1880–1959), rejoint le régiment en 1899 comme enseigne, où il reste jusqu'à la fin de la Première Guerre mondiale – d'abord comme commandant de batterie, puis comme commandant de département. Plus tard général dans la Wehrmacht